# 壓力反應器
壓力反應器又稱反應釜，是一种能在压力下进行反应的化学反应容器。压力反应器是一种特殊的压力容器。压力可以由反应本身引起，也可以由外部引起，如催化转移氢化中的氢气。